# Hoài Linh (nhạc sĩ)
Hoài Linh (1920 – 1995) tên thật Lê Văn Linh là một nhạc sĩ nhạc vàng nổi tiếng. Trước 1975, ông hoạt động trong đoàn văn nghệ Vì Dân (thuộc Nha Cảnh sát Quốc gia) với cấp bậc Trung úy dưới quyền điều khiển của nhạc sĩ Nguyễn Văn Đông. Ông có một số bút hiệu khác là Vọng Châu, Nguyên Lễ, Hà Vị Dương, Lục Bình Lê.

## Sự nghiệp sáng tác
Bắt đầu sáng tác vào năm 1955, Hoài Linh ảnh hưởng bởi lời ca các bài hát giai đoạn trước đó - lãng mạn nhưng chưa vương khói lửa chiến chinh. Ca khúc nổi tiếng nhất của ông giai đoạn này là Em Ơi! Nếu Đừng Dang Dở qua giọng hát của nữ ca sĩ Lệ Thu.
Đầu thập niên 1960, ông chuyển sang dòng nhạc vàng và nhanh chóng nổi tiếng với nhạc phẩm Sầu Tím Thiệp Hồng (đồng tác giả với Minh Kỳ). Ca khúc đã trở thành bài hát lý tưởng dành cho các cặp song ca như Chế Linh & Thanh Tuyền và sau này là Tuấn Vũ & Giao Linh, Quốc Đại & Cẩm Ly. Từ đó cho đến 1975, ông liên tục cho ra đời những tác phẩm được thính giả khắp nơi yêu thích.
Nhạc của Hoài Linh mang nhiều chủ đề, từ tình cảm đôi lứa như: Áo Em Chưa Mặc Một Lần, Thiệp Hồng Anh Viết Tên Em, Về Đâu Mái Tóc Người Thương, Giọt Lệ Vu Quy, Căn Nhà Màu Tím, Hai Đứa Giận Nhau, Nhịp Cầu Tri Âm, Chuyện Đêm Mưa ..., đến chủ đề về người lính như: Xin Tròn Tuổi Loạn, Lính Nghĩ Gì, Lá Thư Trần Thế, Tám Nẻo Đường Thành ... Ông cũng có những tác phẩm mang đề tài về quê hương, ca ngợi thiên nhiên như Khách Lạ Đò Đưa, cũng như về Xuân như Xuân Muộn.

## Biệt tài đặt lời ca
Những sáng tác của nhạc sĩ Hoài Linh không chỉ hấp dẫn bởi giai điệu lãng mạn mà lời ca cũng đầy ý nghĩa, sâu sắc. Vì vậy, ông nổi tiếng là có tài đặt tựa bài hát và viết lời ca khúc hay nhất lúc bấy giờ.
Lời ca của Hoài Linh được đánh giá là đơn bay bướm, văn hoa, có vần có điệu. Mỗi lần soạn nhạc, ông viết ra giấy cả một lô danh từ hay tính từ cùng vần với câu trên để ông để lựa chọn. Hoài Linh thích sử dụng từ Hán Việt. Nhiều nhạc sĩ đã nhờ ông viết lời nhạc của mình như Minh Kỳ, Tuấn Khanh, Song Ngọc, Mạnh Phát, Văn Phụng, Nguyễn Hiền...

## Ngoại hình
Theo mô tả của nhạc sĩ Lê Dinh và nghệ sĩ Tâm Phan thì giữa ngoại hình và nội tâm của Hoài Linh tương phản lẫn nhau. Ông ăn mặc xuề xòa, lại có dáng con nhà võ, không giống với truyền thống tươm tất, lịch lãm của làng ca nhạc. Trong 3 năm quen biết nhạc sĩ Lê Dinh chỉ thấy ở Hoài Linh một kiểu ăn mặc duy nhất, đó là áo sơ-mi bỏ ngoài quần. Thế nhưng khi ôm đàn, cầm bút viết lời ca cho các sáng tác của mình, cũng như của các nhạc sĩ khác. Hoài Linh đã trở thành một con người khác.

## Cuộc sống
Hoài Linh là một trong số những nhạc sĩ hiếm hoi có cuộc sống thoải mái về tài chánh chỉ nhờ công việc sáng tác. Vào năm 1968, khi nhạc sĩ Văn Giảng vừa mới chân ướt chân ráo từ Huế vào Sài Gòn. Ông được Hoài Linh mời ăn tân gia trong một ngôi nhà ba tầng đồ sộ, ông mới hiểu tại sao các nhạc sĩ trong Nam đua nhau sáng tác nhạc Vàng.
Mỗi lần nhạc sĩ Nguyễn Văn Đông tổ chức đại nhạc hội thương mại với thành phần gồm các ca nhạc sĩ trong đoàn Vì Dân, Tâm Phan lại được hợp tác để thực hiện một vở kịch, từ đó anh diễn viên quen thân Hoài Linh và xem như một người anh. Một ngày nọ, Hoài Linh nổi hứng mua cho Tâm Phan một đôi giày mới. Thời đó, với mức sống không được cao lắm của người dân Sài gòn thời bấy giờ, việc mua một đôi giày mới cũng là cả một vấn đề, cho nên Tâm Phan không bao giờ quên.
Gần 30 năm sau, vào năm 1995, nhạc sĩ Hoài Linh lâm bệnh nặng do tai biến mạch máu não. Tâm Phan đã đến thăm ông. Lúc ấy, toàn thân nhạc sĩ gần như tê liệt hoàn toàn, chỉ còn vài đầu ngón tay là còn cảm giác.Vợ nhạc sỹ Hoài Linh khi ấy bảo Tâm Phan: "Chú Tâm Phan về thăm ông đấy. Nếu ông nhận ra chú, hãy bấm ngón tay một cái."
Theo lời kể lại, bàn tay gầy guộc của nhạc sĩ đã khẽ bấm nhẹ vào lòng bàn tay Tâm Phan – một tín hiệu nhỏ nhưng đầy xúc động. Trước khi ra về, Tâm Phan biếu ông một ít hiện kim – ông nói vui rằng đó là để “trả nợ đôi giày ngày xưa.”
Cũng trong dịp ấy, Tâm Phan đề nghị vợ nhạc sĩ chụp một tấm ảnh để gửi ra hải ngoại, như một lời nhắn nhủ tới các trung tâm ca nhạc và những người đang sử dụng miễn phí các sáng tác của nhạc sĩ, hoặc những ca khúc ông đồng sáng tác với người khác. Đáng tiếc thay, nhạc sĩ Hoài Linh qua đời vào ngày 30 tháng 4 cùng năm [1995], không lâu sau lễ mừng thọ 75 tuổi.

## Tuấn Lê
Nhạc sĩ Hoài Linh có người con trai là nhạc sĩ Tuấn Lê, tên thật Lê Văn Tuấn (sinh 9 tháng 7 năm 1952, mất 15 tháng 4 năm 1988). Tuấn Lê gia nhập Không Quân Việt Nam Cộng Hòa năm 1968 và từng được đi du học phi công tàu bay ở Colorado (Hoa Kỳ).
- Bác phó thợ bia
- Cánh thư bằng hữu
- Chuyện mình chuyện ta
- Cưới em (1969)[7]
- Em đừng có nghe
- Hờn anh giận em (1970)
- Lá thư đô thị (1970)
- Ngày ấy mình yêu nhau (1971)
- Nhớ mẹ thương em (1970)
- Nỗi buồn sa mạc (1968)[8]
- Tà áo đêm Noel (1968)[9]

## Tác phẩm
Bài hát Tâm sự ngày xuân (nhiều bìa nhạc ghi nhầm thành Tâm sự nàng xuân) thật ra là của nhạc sĩ Hoài An sáng tác năm 1967.

### Viết một mình
- Áo em chưa mặc một lần (1971)
- Ba lần mẹ khóc
- Bao giờ quên (1964)
- Bích Đào (1968)
- Buồn như mái tóc (1973)
- Bức tranh hoà bình (1972)
- Căn nhà màu tím (1969)
- Cho xin sống lại (1969)[11]
- Chiến cuộc ơi giã từ
- Chiều cao nước mắt
- Cô bé ngày xưa
- Dù hoa lạc lối (1969)
- Dù một hai năm
- Đã mấy mùa hoa
- Đò tình lỡ chuyến (1970)[12]
- Đường vào tim (1964)
- Em (1970)
- Gửi bốn phương trời (1968)
- Giấc buồn ngủ yên
- Hai đứa giận nhau (1969)[11]
- Hẹn em mùa thanh bình (1956)
- Huyền sử một thanh gươm[11]
- Khách lạ đò đưa
- Khi tôi nằm xuống
- Lá thư trần thế (1968)
- Lá thư không gửi (1959)
- Lính nghĩ gì? (1967)
- Mai chị về (1969)
- Mưa ngoài trời mưa tình người (1969)
- Mộng con được tròn
- Một thoáng suy tư
- Nàng dâu xứ Đoài
- Ngày xưa hai đứa (1968)
- Người bạn vừa quen (1964)
- Người đẹp Bích La Thôn (1961)
- Người thương từ ánh đèn Triệu Phong
- Nhớ quê xưa (1959)
- Nhịp cầu tri âm (1968)
- Những chuyến xe trong cuộc đời (1970)
- Nó ở đâu?
- Nửa vành trăng đợi (1963)
- Tám nẻo đường thành (1968)
- Theo dấu em đi
- Tiếng hát người yêu (1965)
- Trăm mến ngàn thương (1962)
- Trong đợi người về
- Trường Tiền hận khúc (1970)
- Xin tròn tuổi loạn (1972)
- Xuân muộn (1967)
- Xuân về nhớ tết năm nay (1974)[13]
- Về đâu mái tóc người thương (1964)
- Vùng con tim

### Minh Kỳ
- Bao giờ em lấy chồng (1964)
- Biệt kinh kỳ (1962)
- Cánh buồm chuyển bến (1963)
- Chuyến tàu hoàng hôn 1, 2 (1962)
- Chuyện hai người (1964)
- Chuyện Tây Thi (2 bài) (1965)
- Hạnh ngộ (1959)
- Hoa mùa tái ngộ (1959)
- Khói lam chiều (1958)
- Mấy độ thu về (1958)
- Mưa buồn (1960)
- Nếu một mai anh biệt kinh kỳ (1962)
- Nhớ mãi không quên (1960)
- Tình lặng lẽ (1961)
- Sầu tím thiệp hồng (1964)
- Thương về xứ Huế (1958)

### Song Ngọc
- Chiều thương đô thị (1962)
- Chúng mình ba đứa (1966)
- Chuyện buồn năm cũ (1963)
- Chuyện từ biển khơi (1965)
- Đêm không còn buồn (1964)
- Giờ xa lắm rồi (1964)
- Gửi người chưa quen (1963)
- Một chuyến bay đêm (1966)
- Năm 17 tuổi (1965)[14]
- Nó và tôi (1970)[15]
- Người yêu là lính chiến
- Phiên khúc một chiều mưa (1969)
- Tâm sự chiều mưa (1961)
- Thư của lính (1968)
- Thiệp hồng anh viết tên em (1965)

### Mạnh Phát
- Bóng thu xưa (1961)
- Đường tơ chưa dứt (1961)
- Em ơi mưa vẫn còn rơi
- Nhớ một người (1961)
- Nhớ quê xưa (1959)
- Nỗi buồn gác trọ (1963)
- Tìm đến ngày mai
- Tiếng chuông chiều (1961)

### Tuấn Khanh
- Hai kỷ niệm một chuyến đi (1965)
- Giọt lệ vu quy (1965)
- Nẻo đường kỷ niệm (1965)
- Những ngày xa cách (1966)
- Quán nửa khuya (1961)

### Tấn An
- Bài ca của nàng (1967)
- Bài hát của anh
- Đầu xuân lính chúc (1967)
- Đèn đêm phố nhỏ (1963)
- Đoạn kết một chuyện lòng (1963)
- Nhật ký cho em (1965)
- Nửa đêm quê ngoại (1966)
- Xin trả trần gian (1970)
- Thì trả cho nhau

### Anh Phong
- Chuyến đò không em (1965)
- Em ơi nếu đừng dang dở (1961)
- Từ độ chia tay (1960)

### Văn Phụng
- Bóng người đi (1958)
- Tiếng hát đường xa (1966)

### Một số nhạc phẩm khác viết chung
- Bao giờ tìm gặp em tôi (Huỳnh Lâm)
- Bến chiều (Thái Ly) (1961)
- Bích mai duy lệ (Nhật Ngân)
- Buồn vào đêm (Thanh Sơn) (1963)
- Chuyện đêm mưa (lời 1 và lời 2) (Nguyễn Hiền) (1962)
- Đôi dòng thương mến (Thu Hồ) (1959)
- Đừng buồn khi cách biệt (Y Vân)
- Gửi người đi (Võ Đức Hảo) (1962)
- Hãy về với nhau (Lê Dinh) (1963)
- Lời thề trên đá (Thanh Vũ) (1970)
- Mộng đẹp đêm nay (Hoàng Lang) (1964)
- Một đêm mưa (Huỳnh Lâm)
- Mười năm chuyện cũ (Huỳnh Lâm) (1960)
- Ngày lên đường (Phó Quốc Thăng) (1956)
- Nhớ một mùa hoa (Phạm Đại) (1962)[16]
- Nửa chừng xuân (Thanh Sơn)
- Tâm sự Thúy Kiều
- Thiên duyên tiền định (Hoài An) (1970)
- Thương mến trọn đời (Hoài Nam)
- Tình đôi ta (Y Vân) (1964)
- Trao nhau lời cuối (Hoàng Trọng) (1970)
- Trắng đêm đợi chờ (Lê Dinh) (1963)
- Tôi không quên anh (Thu Hồ) (1962)
- Từ ngày tình bỏ ra đi (Nhật Ngân) (1974)